# 埃爾伍德 (密蘇里州)
埃爾伍德（英語：Elwood）是位於美國密蘇里州格林縣的非建制地區。

## 歷史
埃爾伍德的郵局於1897年設立，其後於1940年停運。

## 地理
埃爾伍德所處的海拔為高於海平面385米（即1263英呎），而該地所採用的時區為UTC-6，即北美中部時區（CST）。同時該地設有夏令時間，為UTC-6調快一小時，即UTC-5（CDT）。